# Mégalopole
Ne doit pas être confondu avec Mégapole.
Pour les articles homonymes, voir Megalopolis.
Une mégalopole (du grec megas, megalos, « grand » et polis, « ville ») est un espace urbanisé formé de plusieurs agglomérations dont les banlieues et couronnes périurbaines s'étendent tellement qu'elles finissent par se rejoindre, et cela sur de longues distances. Le phénomène d'exode rural et d'immigration vers les villes aboutit à ce processus appelé mégalopolisation.
Il ne faut pas confondre une mégalopole et une mégapole, agglomération de plus de 10 millions d'habitants (seuil fixé par l'ONU, auparavant fixé à 8 millions d'habitants). Ainsi, Moscou est une mégapole, mais n'appartient à aucune mégalopole reconnue puisqu'aucun réseau urbain d'importance ne s'est développé à proximité, même si elle compte plus de 20 millions d'habitants.

## Concept

### Genèse du concept
Le concept, contemporain, fut proposé par le géographe français Jean Gottmann dans son livre Megalopolis, The Urbanized Northeastern Seaboard of the United States (1961, The MIT Press), qui traitait des zones urbaines du nord-est des États-Unis. Ce dernier définit la « Mégalopolis » par la région urbaine s'étendant entre l'agglomération de Boston et la conurbation Baltimore-Washington, comprenant les agglomérations de Hartford, de New York, et de Philadelphie, ainsi qu'une multitude de villes de plus de 100 000 habitants, sur la côte est des États-Unis. On retrouve parfois l'expression BosWash (composée par la première syllabe du nom des deux villes situées aux extrémités). Cet ensemble urbain s'étale sur plus de 800 km du nord au sud, avec une population estimée à quelque 65 ou 70 millions d'habitants.
Gottmann explique cette concentration de population et de pouvoirs (politique, économique, judiciaire, culturel) dans cet espace par la succession de conjonctures favorables : la colonisation de la façade Nord et l'importance des échanges maritimes avec l'Europe ; la victoire du Nord sur le Sud lors de la Guerre de Sécession (éliminant la concurrence des ports du Sud) et la présence d'une élite urbaine.
L'auteur tend même à en faire une nouvelle Rome : « (la Mégalopolis) « fait un peu figure à l'époque présente de ce que fut la Rome impériale du monde antique. L'Atlantique semble être la Mare Nostrum de cette nouvelle Mégalopolis aux dimensions extraordinaires ». » Cette comparaison anticipe l'analyse qui débouche sur la définition des trois centres d'impulsion de la triade de Ken'ichi Ōmae, quinze ans plus tard.

### Définition
Le géographe René Dagorn affirme que « l'espace mégalopolitain commence là où la configuration de l'espace urbain rend une gestion locale (liée au quotidien et au familier) impossible ». La mégalopole se distingue en cela de la métropole, « espace urbain qui, tout en permettant la participation des acteurs aux processus d'échelle mondiale, reste une société locale ». Autrement dit, une métropole est « un système urbain majeur d'échelle locale », et une mégalopole « un système urbain d'échelle régionale ou supérieure ». La première peut encore être traitée comme une ville individuelle bien identifiée, pas la seconde.
Les géographes Anne-Lise Humain-Lamoure et Antoine Laporte présentent la mégalopole comme un type de conurbation, caractérisée par sa très grande extension spatiale et une population de plusieurs dizaines de millions d'habitants.
Par ailleurs, certains ont tenté de mettre un terme à l’utilisation de données urbaines basées sur des définitions arbitraires des aires urbaines variant d’un pays à l’autre et d’un recensement à l’autre, ce qui rend toute comparaison hasardeuse.
Cela a donné lieu à l’élaboration d’un Système métrique urbain (SMU) permettant de corriger le problème. Le SMU fait cela en définissant mathématiquement les aires urbaines, ce qui rend possible le calcul de leurs frontières et de leurs centres mathématiques. Il s’applique de la même manière à n’importe quelle distribution des populations et des emplois, passée, présente ou future.
Ce nouveau système est basé sur le calcul de champs vectoriels reposant sur l’hypothèse que, dans un espace donné, tous les habitants et tous les emplois exercent la même force d’attraction A et la même force de répulsion R. La force nette (A - R) exercée par chaque habitant et chaque emploi prend la forme suivante : [1/(1 + d)] - [1/( β + d/2)], où d = distance et β est l’unique paramètre du système.
Le SMU distingue les types d’aires urbaines suivantes, y compris celui de mégalopole, chaque type correspondant à une valeur donnée de β:
|    | Aire urbaine             | Distance où la force d’attraction = la force de répulsion | Valeur de β |
| 1  | Ville centrale           | 10 km                                                     | 6           |
| 2  | Agglomération            | 20 km                                                     | 11          |
| 3  | Métropole                | 40 km                                                     | 21          |
| 4  | Patropole                | 80 km                                                     | 41          |
| 5  | Mégalopole               | 160 km                                                    | 81          |
| 6  | Système urbain           | 320 km                                                    | 161         |
| 7  | Macrosystème urbain      | 640 km                                                    | 321         |
| 8  | Système continental      | 1,280 km                                                  | 641         |
| 9  | Système intercontinental | 2,560 km                                                  | 1,281       |
| 10 | Système mondial          | 5,120 km                                                  | 2,561       |
| -- | ------------------------ | --------------------------------------------------------- | ----------- |

Le SMU a été appliqué à plusieurs cas canadiens depuis 2018. Pour en tirer tous les bienfaits, il faudra qu’il soit étendu au monde entier.

## Exemples de mégalopoles

### Amérique

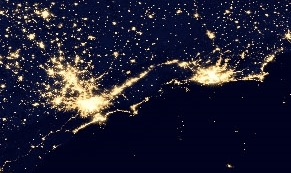
Rio de Janeiro et São Paulo vus de nuit en 2012.

Dans certains manuels scolaires français, la conurbation transfrontalière de la région des Grands Lacs, en Amérique du Nord, correspondrait à une mégalopole de 65 millions d'habitants, nommée ChiPitts. Elle réunirait des métropoles américaines (Chicago, Détroit, Pittsburgh) et canadiennes (Montréal, Toronto, Québec, Ottawa), ainsi qu'une dizaine d'autres villes moins importantes.
Plus usuelle est l'expression BosWash désignant le vaste ensemble urbain nord-américain allant de Boston à Washington en passant par New York, Philadelphie, Baltimore et d'autres villes de moindre importance (notamment Hartford, Newark ou Wilmington et comprenant plus de 50 millions d'habitants.
D'autres regroupements peuvent être perçus comme des mégalopoles en formation :
- au Brésil, la zone littorale comprise entre Rio de Janeiro et São Paulo ;
- aux États-Unis, la zone urbaine située entre San Francisco et San Diego, appelée SanSan.

### Asie

#### Japon
Au Japon, une deuxième mégalopole s'est constituée depuis 1981. Cette mégalopole s'étend sur plus de 1 000 km de Tokyo, à l'est, à Fukuoka, à l'ouest, et rassemble 110 millions d'habitants, soit environ 80 % de la population japonaise sur 6 % du territoire. Cet ensemble urbain est considéré comme le cœur démographique et politique du Japon. Il est constitué de trois ensembles : l'hypercentre, autour de la capitale administrative et économique du pays, Tokyo (37 millions d’habitants) et la région du Kantō ; puis le centre secondaire (22 millions d’habitants), relié à l'hypercentre par la ligne Shinkansen Tōkaidō et l'axe historique du Tōkaidō, constitué de Nagoya et de la conurbation Keihanshin (ou « triangle Kinki ») du Kansai (Ōsaka, Kobe et Kyōto) ; et le troisième ensemble, à l'ouest, constitué des littoraux de la mer intérieure, sorte d'annexe industrielle du centre.

#### Chine

Les trois mégalopoles chinoises.

En Chine, 3 mégalopoles sont en cours de développement autour des trois plus grandes villes chinoises :
- au nord : la région Jing-Jin-Ji, la mégalopole regroupant Pékin, Tianjin et la province du Hebei dont la nouvelle zone de Xiong'an ;
- à l'est : la région du delta du Yangzi Jiang, centrée sur Shanghai et influençant les provinces du Jiangsu et du Zhejiang, dont les capitales sont respectivement Nankin et Hangzhou ;
- au sud : la mégalopole du delta des Perles, région du delta de la rivière des Perles, ou la Grande Baie chinoise, une mégalopole regroupant la province du Guangdong avec notamment Canton, Shenzhen, et les deux régions administratives spéciales de Macao et Hong Kong.

D'autres mégalopoles se développent en Chine intérieure, autour des grandes villes comme Wuhan, Chengdu et Chongqing.

### Europe

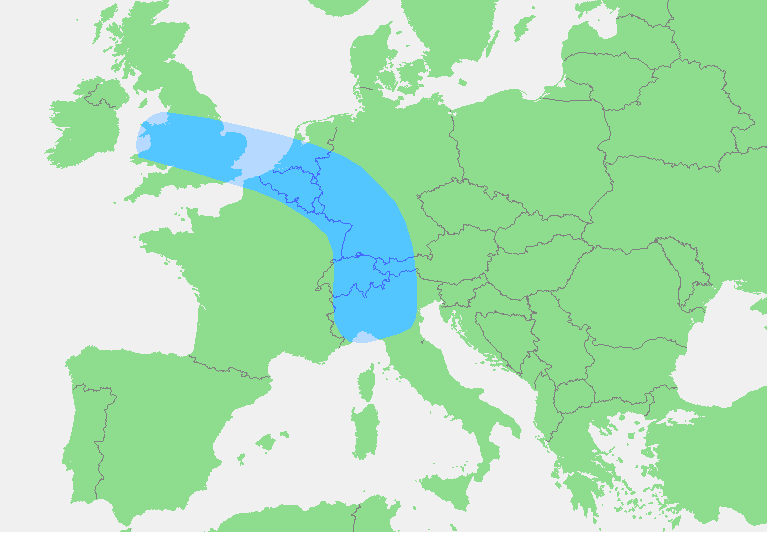
La « banane bleue ».

Les bananes de l'Europe.

La mégalopole européenne est un concept développé par Roger Brunet pour désigner un espace fortement urbanisé long de 1 500 km et densément peuplé (73 millions d'habitants) entre l'agglomération londonienne, en Angleterre, et la région de Milan, en Italie, en passant par le Benelux, la Ruhr et la Suisse. Cet arc métropolitain en position médiane en Europe est également nommée « dorsale européenne » — appelée « banane bleue » par Roger Brunet, au début des années 1990, en raison de la forme qui apparaissait sur une image satellitaire. Dans certaines approches, on associe parfois en périphérie les agglomérations de Paris et de Francfort. Cette « dorsale » est le centre d'impulsion en termes politiques et économiques de l'Union européenne, et domine les régions périphériques, moins dynamiques en termes démographiques et économiques de l'Europe.
Cette dorsale européenne n'est pas complètement homogène et pourrait être divisée en sous-ensembles urbains :
- le sud-est, le milieu et une partie du nord de l'Angleterre, sous la domination du Grand Londres ;
- l'axe rhénan avec les conurbations :
  - transfrontalière franco-belge de l'Eurométropole Lille-Kortrijk-Tournai,
  - belge de Bruxelles-Anvers-Gand,
  - néerlandaise du Randstad Holland,
  - allemandes de Rhin-Ruhr, de Rhin-Main et Rhin-Neckar,
  - transfrontalière française, suisse et allemande de l'Eurodistrict trinational de Bâle,
  - suisse du Nord du Mittelland ;
- la plaine du Pô dans le Nord de l'Italie, autour des pôles urbains de Milan et Turin.

La mégalopole européenne définie par Brunet est très contestée parmi les géographes. Du point de vue morphologique, si une mégalopole est un espace urbain dont les différentes agglomérations sont si étendues qu'elles se rejoignent, il semble contradictoire d'affirmer que Londres, Lille, Berne et Milan forment une zone urbaine continue dont les fronts urbains se rejoignent du fait de la présence entre elles de discontinuités comme la Manche, les Alpes, ou de zones rurales de faible densité de peuplement comme les Ardennes ou le Palatinat. Du point de vue fonctionnel, l'intégration de la mégalopole semble assez limitée du fait que nombre de ses agglomérations appartiennent à des systèmes urbains nationaux encore bien différentiés.
Le concept a néanmoins connu une postérité suffisante pour que les collectivités situées à la périphérie de cette banane bleue cherchent à l'intégrer. Et c'est ainsi que des représentations[réf. nécessaire] de cette banane gagnèrent en épaisseur et inclurent le bassin parisien. Les régions plus lointaines chargèrent les responsables du développement de dessiner de futurs couloirs de développement spatial, avec pour objectif implicite de se rapprocher du cœur de l'Europe. C'est ainsi qu'apparurent les « bananes scandinaves », l’« arc méditerranéen » ou encore l’« arc alpin » ou « sillon alpin ».

### Afrique
En Afrique du Sud, la fusion des aires urbaines de Johannesbourg, Pretoria et de la zone comprise entre les villes plus petites de Witwatersrand, Vereeniging et Sasolburg, située dans la province du Gauteng, semble avoir créé la première mégalopole africaine avec pas moins de 8 millions d'habitants.

### Mégalopoles imaginaires
La mégalopole est un thème courant dans la science-fiction, permettant généralement d'exprimer une vision de l'enfer urbain poussé à son paroxysme. Par exemple, William Gibson décrit, dans Neuromancien, une « Conurb » s'étendant de Boston à Atlanta. Le genre a également décrit des villes ayant finalement recouvert l'intégralité de leur planète, comme Trantor, peuplée de 40 milliards d'habitants, dans la série Fondation d'Isaac Asimov, ou Coruscant dans Star Wars (appelées œcuménopoles).
La mégalopole est évoquée également dans d'autres arts. Dans la comédie musicale Starmania, la « capitale de l'Occident » est sa mégalopole « Monopolis », dont le nom montre clairement l'image inquiétante de la concentration extrême de tous les pouvoirs, une image donnée également à son président mégalomane, dictateur, surpuissant et omniprésent sur les médias qu'il dirige et où la ville est montrée comme le centre du monde.

#### Pour la «mégalopole européenne»
- R. Brunet, « Les lignes de forces de l'espace européen », Mappemonde no 66, 2e trim. 2002.
- R. Brunet, « Questions sur la banane bleue », sur mgm.fr.

#### Pour la hiérarchie urbaine mondiale
- (en) Saskia Sassen et Peter Taylor, « Globalization and World Cities », sur lboro.ac.uk
- Site réalisé par des étudiants de Science Po sur des définitions de géographie urbaine

#### Notices
- Notices dans des dictionnaires ou encyclopédies généralistes :   - Britannica
  - Treccani